# Camponotus fulvopilosus
Camponotus fulvopilosus är en myrart som först beskrevs av De Geer 1778.  Camponotus fulvopilosus ingår i släktet hästmyror, och familjen myror. Inga underarter finns listade.

## Bildgalleri

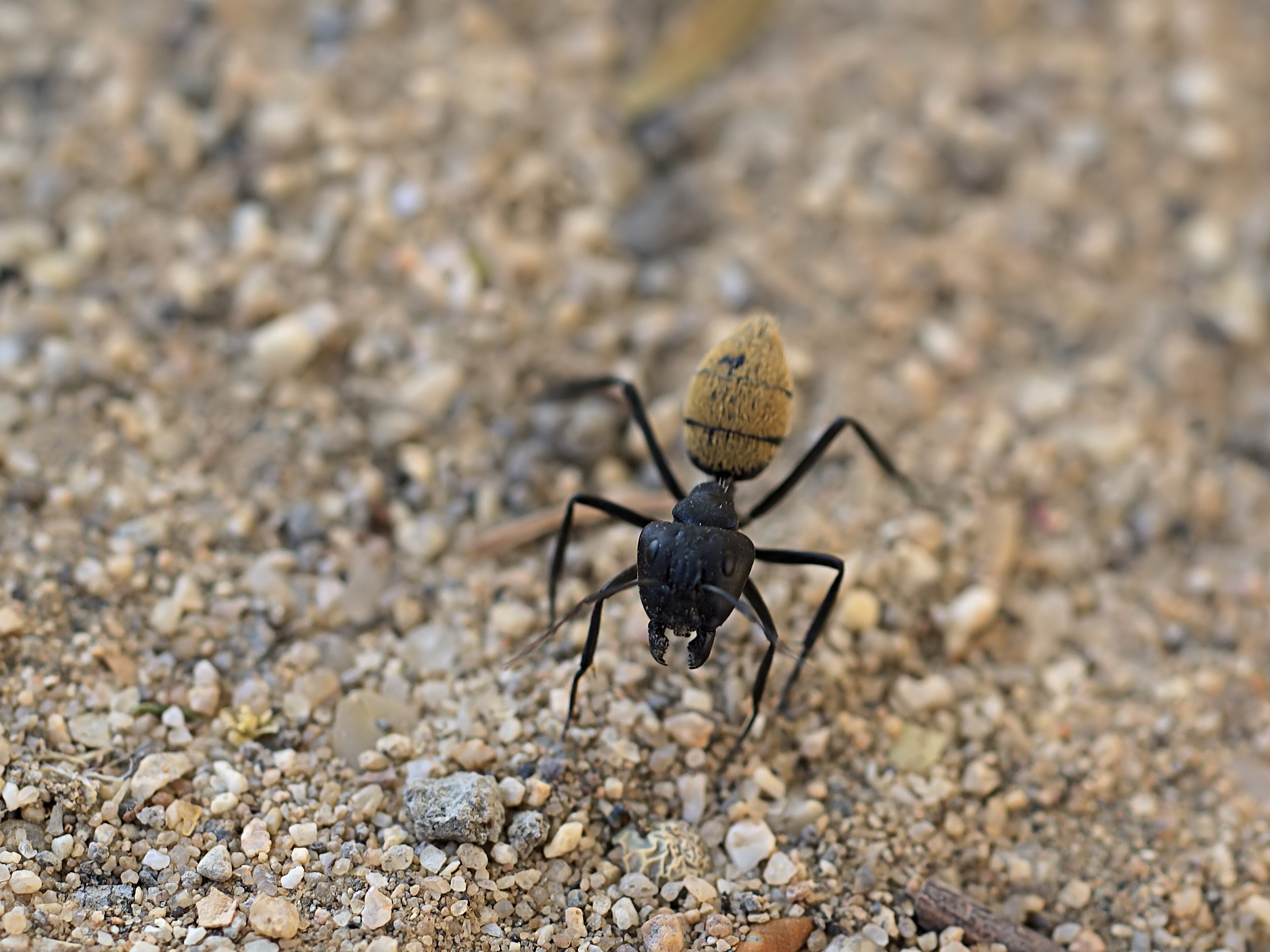